# Claudio Merlo
Claudio Merlo (* 7. Juli 1946 in Rom) ist ein ehemaliger italienischer Fußballspieler und späterer -trainer. In seiner aktiven Laufbahn war der einfache Nationalspieler die meiste Zeit beim AC Florenz angestellt, spielte aber weiterhin auch für Inter Mailand und die US Lecce.

## Spielerkarriere
Claudio Merlo wurde am 7. Juli 1946 in der italienischen Hauptstadt Rom geboren und begann mit dem Fußballspielen beim dort ansässigen Amateurklub AS Tevere. Von dort aus wechselte er 1963 in die Jugendabteilung des AC Florenz und tat damit den gleichen Schritt wie etwas später Franco Superchi, mit dem Merlo schon in der Jugend bei Tevere Rom und später viele Jahre bei der Fiorentina zusammen spielte. Der Mittelfeldspieler Merlo war insgesamt von 1965 bis 1976 in der ersten Mannschaft des AC Florenz aktiv und machte in dieser Zeit 257 Ligaspiele für den Verein, in denen ihm neunzehn Torerfolge gelangen. Damit steht er aktuell an Position acht der Spieler mit den meisten Einsätzen für den AC Florenz. Dabei gelang Claudio Merlo gleich in seiner ersten Spielzeit in der Profimannschaft des AC Florenz der erste Titelgewinn. Während in der Serie A 1965/66 der vierte Platz belegt wurde, erreichte man in der Coppa Italia des gleichen Jahres nach Erfolgen über CC Catania, den AC Mailand sowie Inter Mailand das Endspiel. Dort besiegte das Team von Trainer Giuseppe Chiappella Außenseiter US Catanzaro mit 2:1 nach Verlängerung und holte zum dritten Mal den italienischen Fußballpokal nach Florenz. In der Folge dauerte es drei Jahre, ehe Claudio Merlo mit dem AC Florenz erneut einen Titel holen konnte. In der Serie A 1968/69 rangierte die Mannschaft des argentinischen Trainers Bruno Pesaola nach Abschluss aller Spieltage auf dem ersten Platz mit einem Vorsprung von vier Punkten auf die US Cagliari und gewann den zweiten Meistertitel der Vereinsgeschichte für den Verein. Dabei war Claudio Merlo Stammspieler und absolvierte 26 von dreißig möglichen Saisonspielen. Er steuerte zudem ein Tor zur Meisterschaft bei.
Nachdem im Jahr darauf die Titelverteidigung deutlich verpasst wurde, gelang Claudio Merlo mit der Fiorentina der nächste Titelgewinn erst 1975. In der Coppa Italia 1974/75 erreichte man nach Erfolgen über den AC Turin, den AS Rom sowie den SSC Neapel das Endspiel, wo als Gegner der AC Mailand wartete. Mit 3:2 gewann das Team um Spieler wie Giancarlo Antognoni, Domenico Caso oder Vincenzo Guerini gegen Milan und konnte den Pokalsieg feiern. Dies war letztlich Claudio Merlos letzter großer Erfolg mit dem AC Florenz, er verließ den Verein schließlich nach Ende der Saison 1975/76.
Neuer Arbeitgeber Merlos wurde für zwei Jahre Inter Mailand. Für den norditalienischen Klub absolvierte der Mittelfeldspieler insgesamt 38 Ligaspiele ohne Torerfolg. Nachdem im Jahr zuvor bereits das Endspiel erreicht wurde, konnte Merlo mit Inter Mailand in der Coppa Italia 1977/78 zum dritten Mal in seiner Karriere den italienischen Pokalsieg feiern. Mit 2:1 setzte sich das Team von Trainer Eugenio Bersellini gegen den SSC Neapel durch, Claudio Merlo wirkte im Endspiel allerdings nicht mit. Wenig später wechselte Merlo zur US Lecce in die Serie B, wo er die restlichen vier Jahre seiner Laufbahn verbrachte und mit dem aufstrebenden Verein jeweils solide Platzierungen in der zweiten italienischen Liga erreichte. 1982 beendete Claudio Merlo schließlich seine aktive Laufbahn im Alter von 36 Jahren.
Im Jahre 1969 kam Claudio Merlo auch zu einem Länderspiel für die italienische Fußballnationalmannschaft. In Mexiko-Stadt kam man gegen Gastgeber Mexiko ein Jahr vor der dort siegreich gestalteten Fußball-Weltmeisterschaft 1970 nicht über ein 1:1-Remis hinaus.

## Trainerkarriere
Nach dem Ende seiner Spielerlaufbahn versuchte sich Claudio Merlo auch als Trainer, seine Erfolge dabei blieben jedoch überschaubar. So war er zunächst von 1987 bis 1988 beziehungsweise von 1988 bis 1989 Jugendtrainer bei Rondinella Marzocco und beim AC Arezzo. Danach arbeitete er ein Jahr lang ohne große Erfolge als Cheftrainer des Amateurklubs Sorso Calcio. Nach langjähriger Pause übernahm Merlo 2006 das Traineramt bei der US Imperia Calcio. Nach kurzer Zeit wurde er jedoch schon wieder von seinen Aufgaben entbunden und fungierte seither nicht mehr als Trainer.

## Erfolge
- Italienische Meisterschaft: 1×

1968/69 mit dem AC Florenz
- Italienischer Pokalsieg: 3×

1965/66 und 1974/75 mit dem AC Florenz
1977/78 mit Inter Mailand
- Mitropapokal: 1×

1966 mit dem AC Florenz
- Englisch-italienischer Ligapokal: 1×

1975 mit dem AC Florenz